# 다바왈라

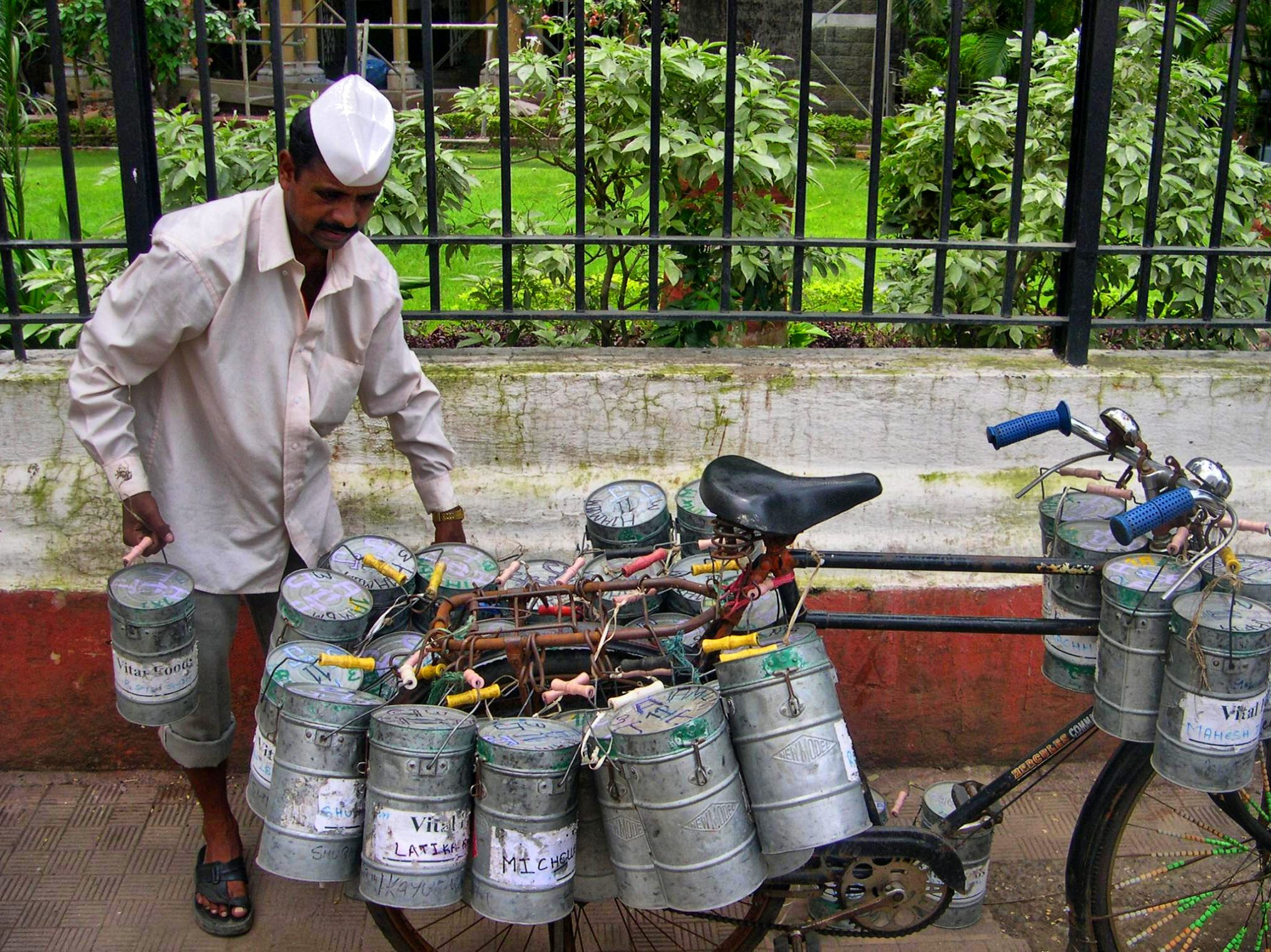
다바왈라

다바왈라(힌디어: मुंबई डब्बावाला, 마라티어: मुंबईतील डबेवाले)는 인도 뭄바이에서 가정에서 조리한 도시락을 개별적으로 모아 직장인의 근무처에 전달하는 도시락 배달 사업에 종사하는 사람을 말한다.